# Hoa tiên (thực vật)
Hoa tiên hay biến hóa núi cao, tế tân, tế tân nam, tế hoa, thổ tế tân (danh pháp: Asarum balansae) là một loài thực vật có hoa trong họ Aristolochiaceae. Loài này được Franch. mô tả khoa học đầu tiên năm 1898.